# 中国铁路成都局集团
中国铁路成都局集团有限公司，原名成都铁路局，是中国国家铁路集团下属公司。目前管辖主要分布在四川省、贵州省、重庆市和云南省昭通市。

## 沿革

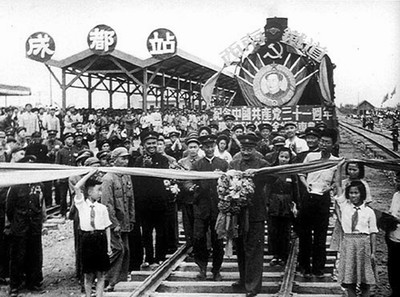
成渝铁路开通剪彩仪式

1952年5月，为加强成渝铁路的临时运营管理，西南铁路工程局管理处改组为重庆管理分局。同年7月1日，成渝铁路全线通车，运营管理继续由西南铁路工程局重庆管理分局承担。1953年1月1日，奉中央人民政府铁道部命令，正式成立重庆铁路局，负责成渝铁路的运营管理，受铁道部直接领导。局机关设局长室、人民监察室、行车安全监察室、车务科、商务科等17个科室，并代管九龙坡临时机厂，职工人数9982人。同年5月，原西南工业部綦江铁路局撤销，并入重庆铁路局。1953年8月，重庆铁路局更名为重庆铁路管理局。局机关设人民监察室、行车安全监察室和运输、货运、机务、工务、车辆及公安处等20个科室，下辖綦江办事处。1955年1月，接管宝成铁路成都至绵阳段。同年5月，运输、机务、工务等科改为处，10月接管宝成铁路绵阳至上西坝段。
随着四川新建铁路的延伸，1957年5月底，重庆铁路管理局迁到成都，更名成都铁路管理局。局机关设人民监察室、安全监察室、总工程师室、运输、货运等20个处室。派出机构有綦江、重庆、广元办事处。管辖范围除成渝铁路、綦江铁路外，还接管宝成铁路成都至凤州段。1958年1月，铁道部第二基建分局与成都铁路管理局合并。同年10月，奉命实行“工管合一”体制，第二工程局的二、三、四、七工程段，隧道一处全部人员，建筑工程处等单位大部分人员以及川豫铁路指挥部并入成都铁路局，接受中华人民共和国铁道部和四川省人民政府双重领导，负责运营管理并且负责铁路新建施工任务。局机关除保留总工程师室、安全监察室、运输、货运等13个处室外，增设了局办公室、设计处、施工技术处、机械处、附属企业处等12个处室。派出机构有广元、成都、内江、重庆办事处。全局职工人数最多时为30多万人。
1961年10月，“工管合一”体制结束。成都铁路局除保留总工程师室、运输、机务等15个处室外，调整了部分机构，撤销人事处，客运、货运处并入运输处，干部管理工作划归政治部。1965年1月，撤销广元、成都、内江、重庆办事处，成立成都铁路分局、重庆铁路分局。1965年铁道部决定，自7月1日起将柳州铁路局下属的贵阳铁路分局按照原建制移交成都铁路局。成都铁路局与柳州铁路局的局界在黔桂铁路都匀站，都匀站属柳州铁路局。至此，成都铁路局管辖线路跨四川、贵州两省，下辖成都、重庆、贵阳3个铁路分局。
“文化大革命”爆发后，1967年3月成立成都铁路局军事管制委员会，同年12月成立军管会生产指挥部，下设3组2室。1968年6月，成立成都铁路局革命委员会，设生产、政工、办事、人保4个组。1970年9月，中华人民共和国铁道部与中华人民共和国交通部合并，更名为交通部成都铁路局革命委员会。同年10月，中断6年的局机关职能处室重新建立，恢复为9处、3室、1部。铁路分局的职权相应扩大，除成都、重庆、贵阳分局外，1970年12月成立西昌铁路分局革命委员会，管辖成昆铁路燕岗至金江段及渡口支线。1973年1月，成都铁路局军事管制委员会撤销。1973年5月恢复成立局党委。1978年3月，成都铁路局及各级革命委员会撤销，局机关机构调整较大，先后恢复4室16处1部。
1978年7月，原柳州铁路局管辖的都匀分局撤销，该分局原辖的贵州省都匀至麻尾段划归贵阳分局管辖。同年，成都铁路局恢复货运处、客运处等机构，新设立了企业管理办公室、工程总公司和物资工业处。下辖成都、重庆、贵阳、西昌4个分局。1985年，局机关设有办公室、安全监察室、运输、货运、客运、机务、车辆、审计、集经处等5室19处。局党委下设政治部。基层单位（二等以上站段）202个。其中在四川省境内的二等以上站段单位155个，一等站3个（成都站、成都东站、重庆站），二等站7个，三等站56个，四、五等站228个。全局职工139188人，其中运输工作人员占职工总数的80%。四川省境内职工103495人。
成都铁路局为提高运能不断进行设备更新和技术改造，整治线路病害，改善铁路行车条件，加强运输的组织管理，扩建枢纽，逐渐淘汰了轻杂型钢轨。1985年末，每米43至59公斤钢轨已占线路延展长度的96.5%。自1960年代起，逐年铺设无缝线路，1985年已达到581公里，占线路总长度的14.3%。在成昆铁路7座隧道内铺设轨枕板31113块、17.8公里；四川省内铁路有26座长隧道铺设有整体道床。自1970年代起，自北至南逐段实施主要干线的电气化改造。1975年首先完成宝成铁路全线电气化改造。1980年代又完成了成渝铁路电气化改造。随后贵昆、川黔等铁路电气化改造陆续开工。实现电气化改造的线路输送能力均提高约1倍。1985年，由内燃机车和电力机车牵引的各类运输总重吨公里分别达到全局的54.4%和24.5%，其中电力机车牵引的比重逐年上升。1985年底，围绕安全、增运，开展科技研究、新产品试制、技术革新等，有局级以上鉴定成果79项，包括“六五”前的成果，获国家、省、部、局奖励的有120项。
1985年客运量6598万人，比1976年增长71.2%，平均年递增6.2%；货运量6710万吨，比1976年增长117.3%，平均年递增9%。其中四川省境内完成客运量5054万人，货运量5225万吨，分别比1976年增长55.9%和97.0%。
1995年，成都铁路局进行了工商登记。
2017年11月1日，经国家工商行政管理总局核准，成都铁路局名称变更为中国铁路成都局集团有限公司（(国)名称变核内字[2017]第5115号）。
2017年11月14日，在国家企业信用信息公示系统中，中国铁路成都局集团有限公司已完成工商登记变更。工商登记变更后，中国铁路成都局集团有限公司仍为中国铁路总公司100%控股的公司，由原先的全民所有制企业变成有限责任公司（非自然人投资或控股的法人独资）企业，注册资本由原先的3085.11581亿元变更为3329.7040亿元人民币，经营范围增加非金属矿采选业、石材加工、花卉苗木种植、文化艺术业等。
2017年11月19日，中国铁路成都局集团有限公司正式挂牌。成都局集团机关设在四川省成都市一环路北二段11号，邮政编码610082；机关第二办公区设在成都市二环路北三段394号，邮政编码610081。

## 管辖范围

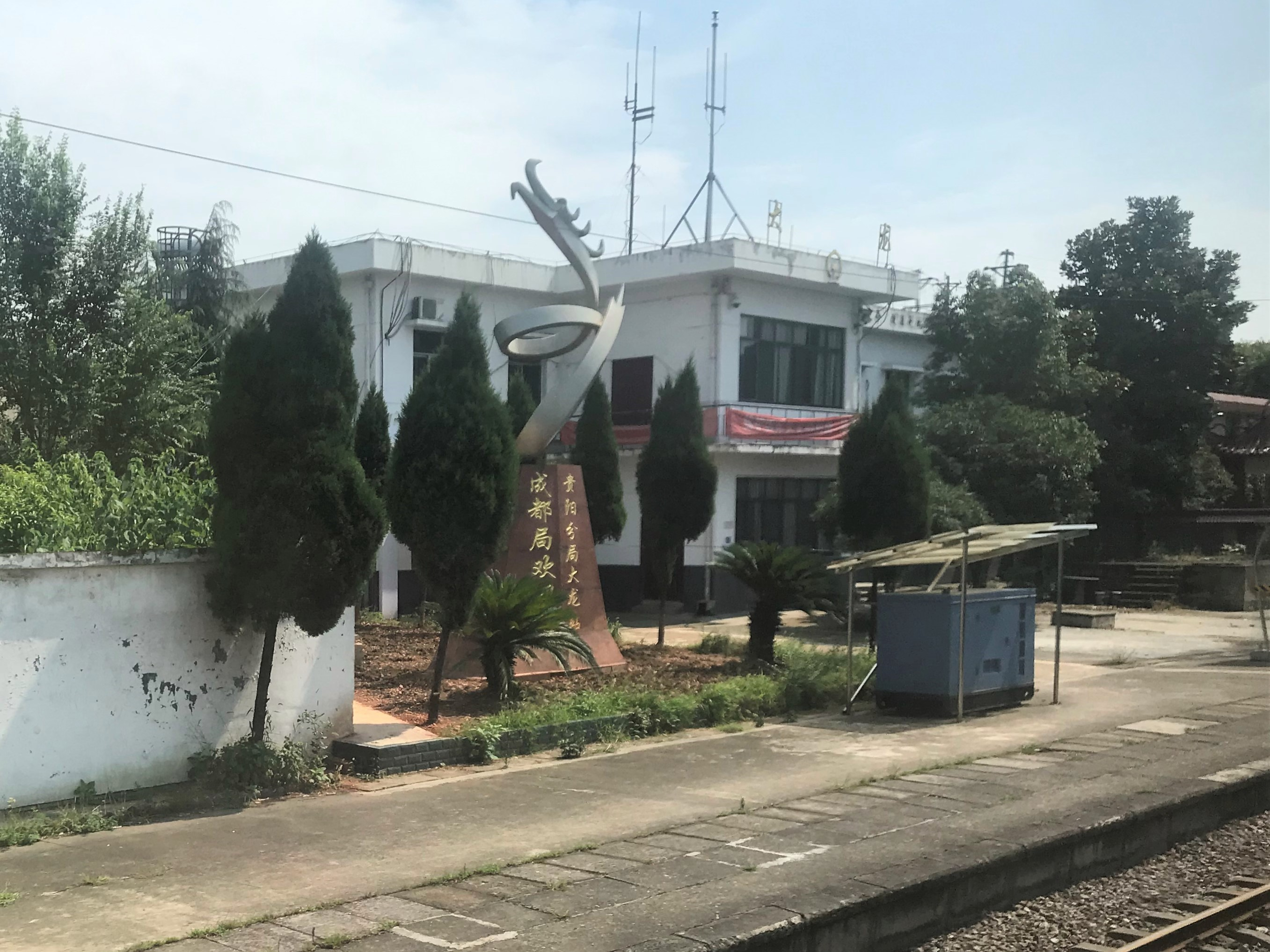
沪昆铁路大龙站的成局欢迎标语

2013年末，成都铁路局管辖四川省、贵州省的成渝、宝成、川黔、成昆、黔桂、湘黔、贵昆、襄渝、内昆等9条标准轨距铁路干线以及成都、重庆、贵阳3个铁路枢纽，及与其联结的支线、联络线共33条，营业里程6154.4公里。有6条干线分别西安铁路局、武汉铁路局、广州铁路局、南宁铁路局、昆明铁路局等铁路局分段共管，有6个分界口是：宝成铁路朝天站、襄渝铁路达州站、沪昆铁路大龙站和凤凰山站、黔桂铁路麻尾站、峨广铁路（成昆复线）先锋营站。

## 机构设置
成都局集团共有营业车站570个（其中特等站2个、一等站14个、二等站18个），主要车站有成都、重庆、贵阳等。截至2012年年末，全局固定资产原值2146.98亿元，净值1654.36亿元，全局职工人数116302人。车务段负责列车运营控制指挥，管辖辖区内的各大小车站、货运和客运的计划和收入、列车的运行监控。客运段担当本局管内的旅客列车的服务（包括内旅客列车乘务工作和餐饮服务）。机务段负责存放、维护、检修铁路机车，工作通常包括清洗、加油、加水、检修、除尘等。供电段负责电气化铁路的牵引供电、铁路运输信号供电、铁路地区的电力供应、电力设备的检修与保养等工作。工务段负责铁路线路及桥隧设备的保养与维修工作。电务段负责管理和维护列车在运行途中的地面信号与机车信号及道岔正常工作。
中国铁路成都局集团有限公司设置下列站段：

### 直属站与车务段

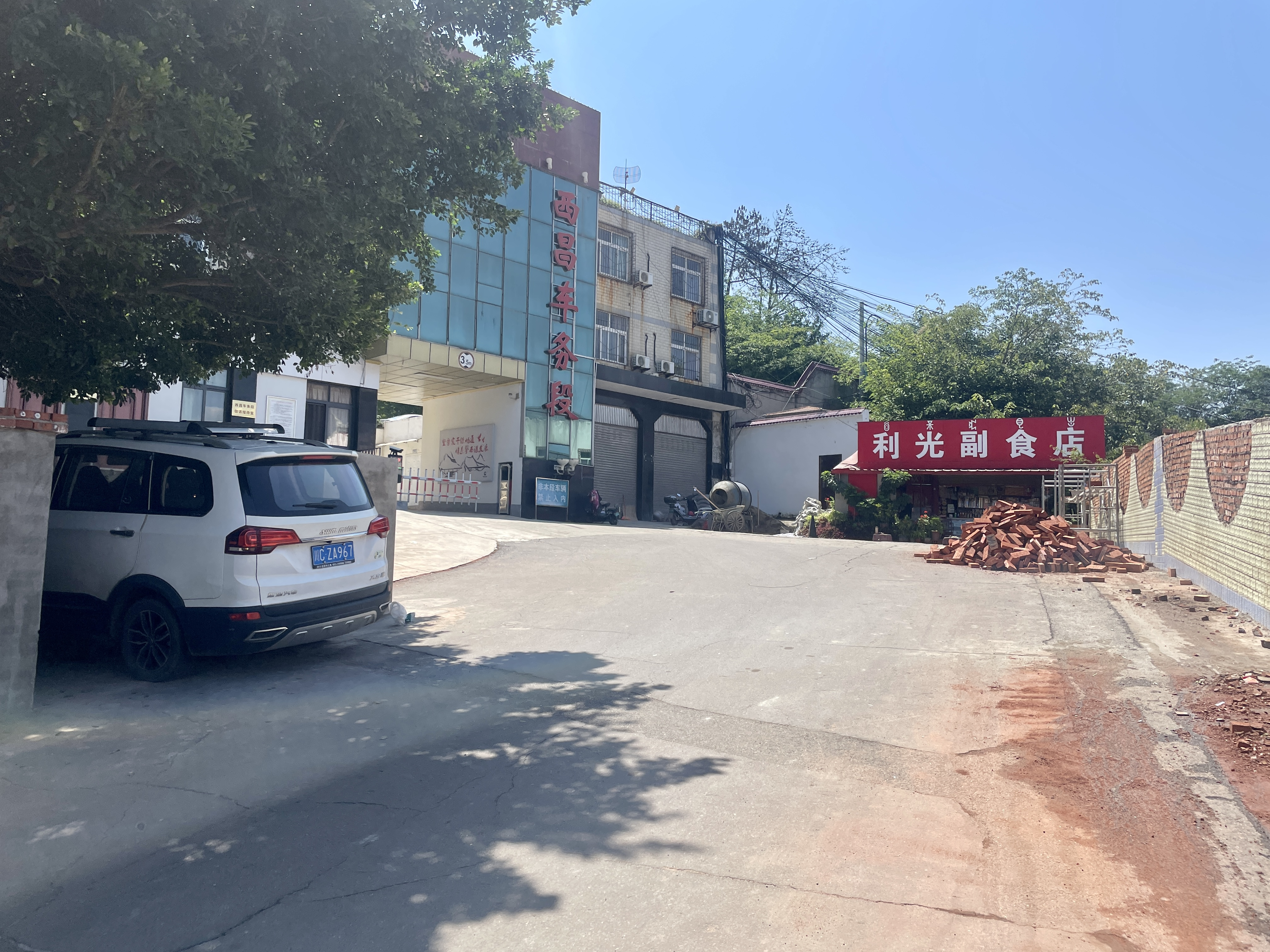
西昌车务段

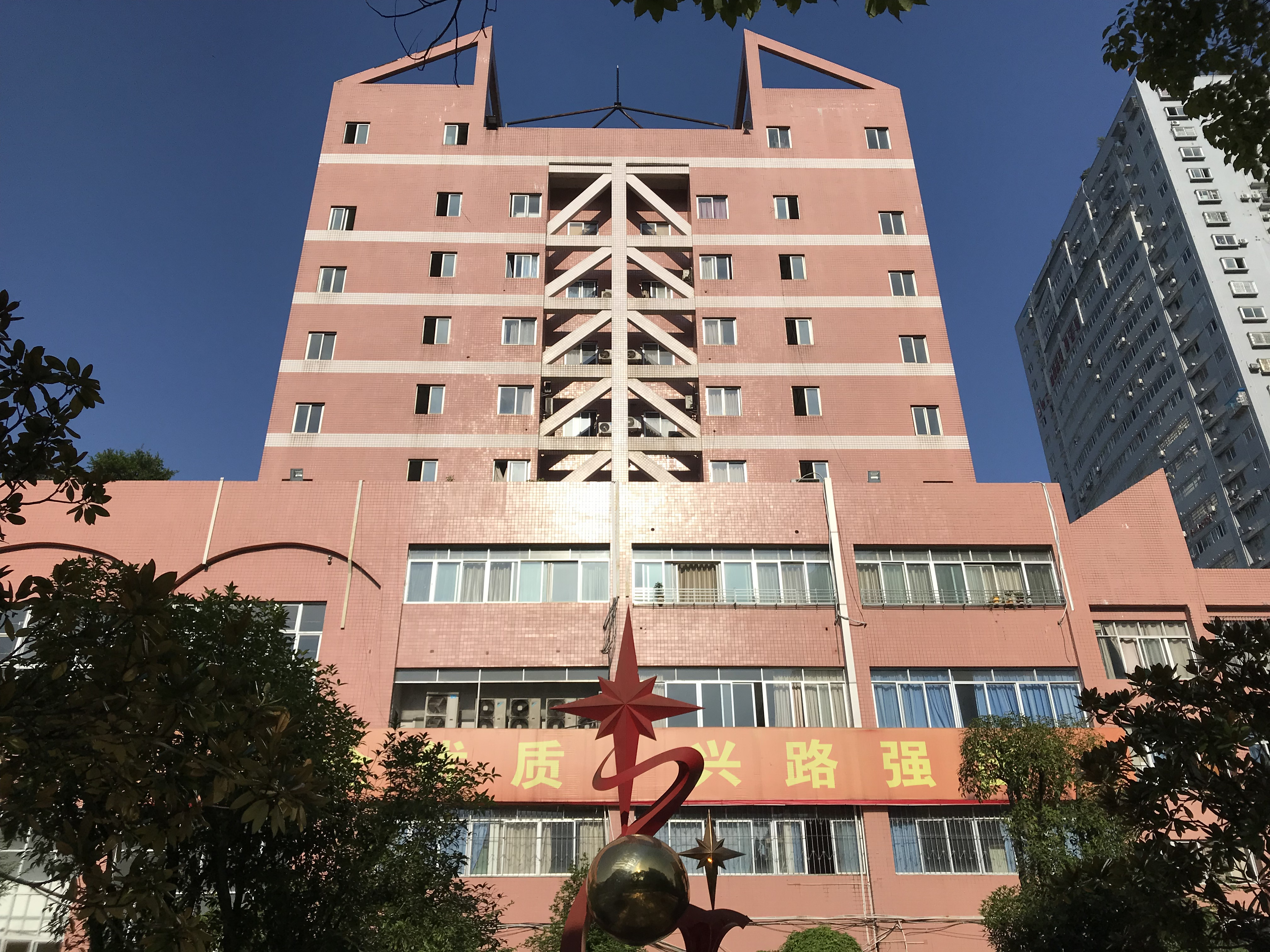
机关位于遵义西站塔楼的遵义车务段

- 成都车站
- 成都北车站
- 重庆车站
- 重庆西车站
- 贵阳车站
- 贵阳南车站

- 成都车务段
- 广元车务段
- 绵阳车务段
- 峨眉车务段
- 西昌车务段
- 重庆车务段
- 达州车务段
- 内江车务段
- 宜宾车务段
- 遂宁车务段
- 涪陵车务段
- 遵义车务段
- 凯里车务段
- 六盘水车务段
- 贵阳车务段

### 客运段
- 成都客运段
- 重庆客运段
- 贵阳客运段

### 机务段

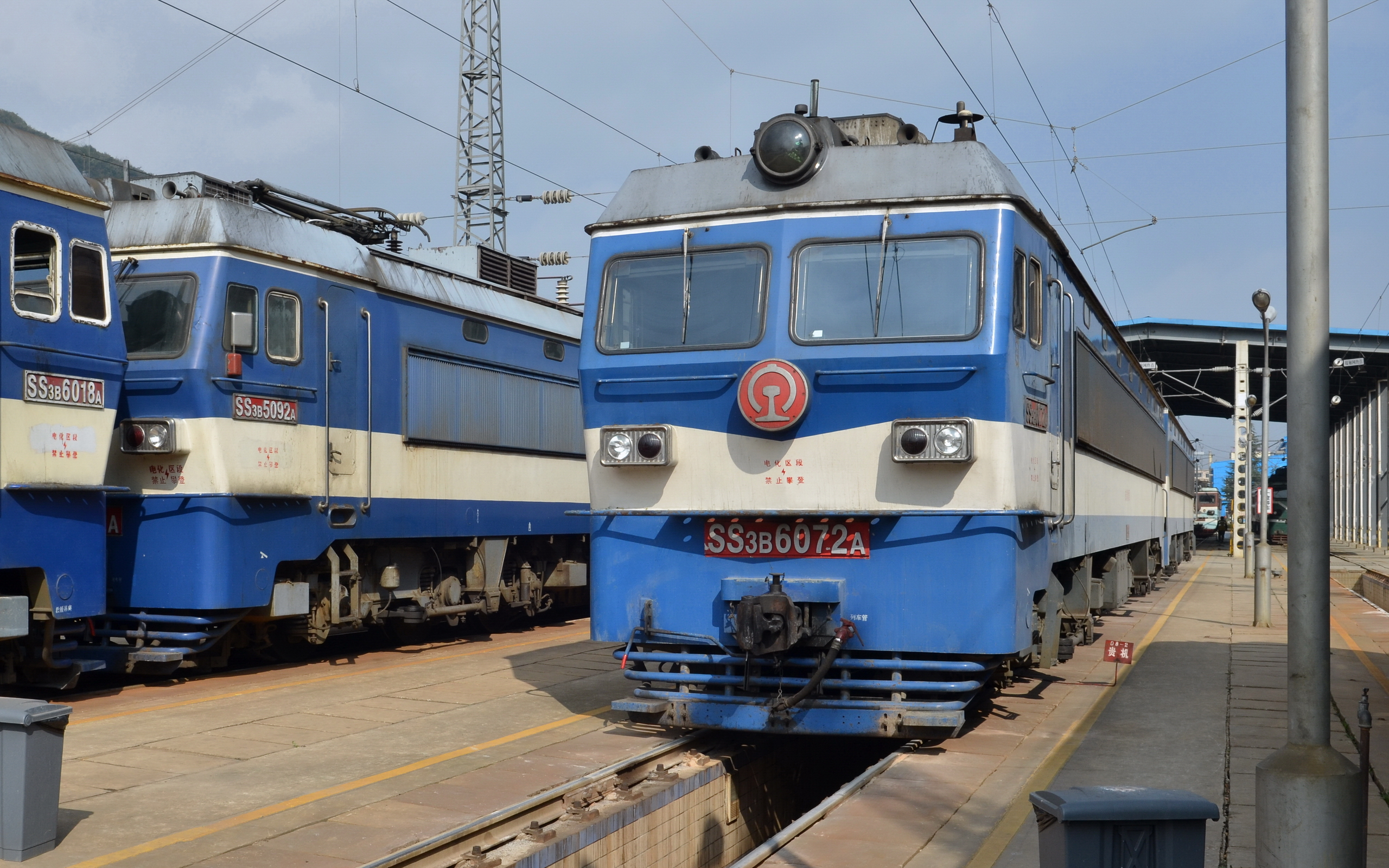
贵阳机务段内的韶山3B型电力机车

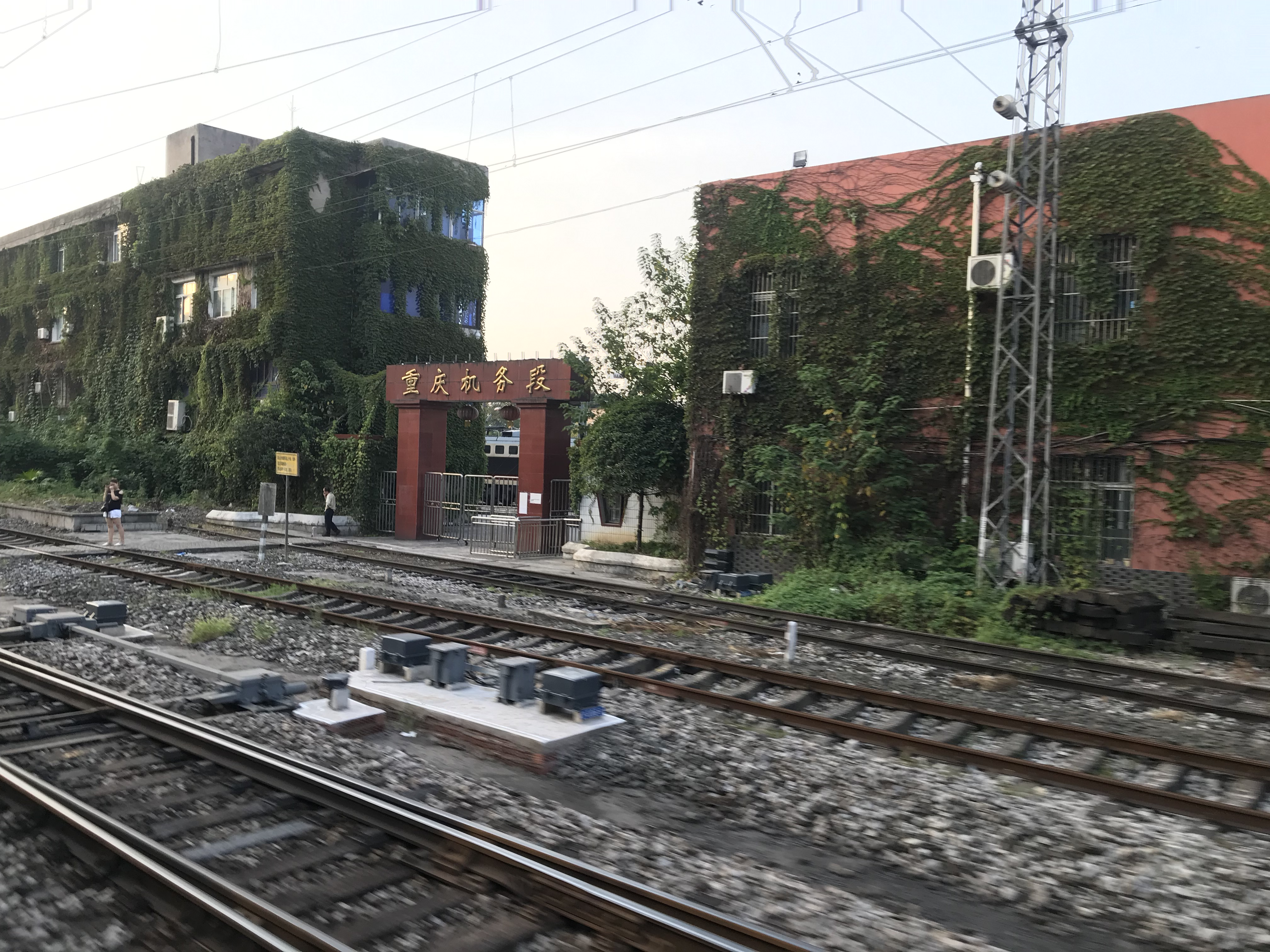
重庆机务段

- 成都机务段
- 西昌机务段
- 重庆机务段
- 贵阳机务段

### 供电段
- 成都供电段
- 西昌供电段
- 重庆供电段
- 贵阳供电段
- 达州供电段

### 车辆段
- 成都车辆段
- 成都北车辆段
- 重庆车辆段
- 重庆西车辆段
- 贵阳车辆段
- 贵阳南车辆段

### 动车所

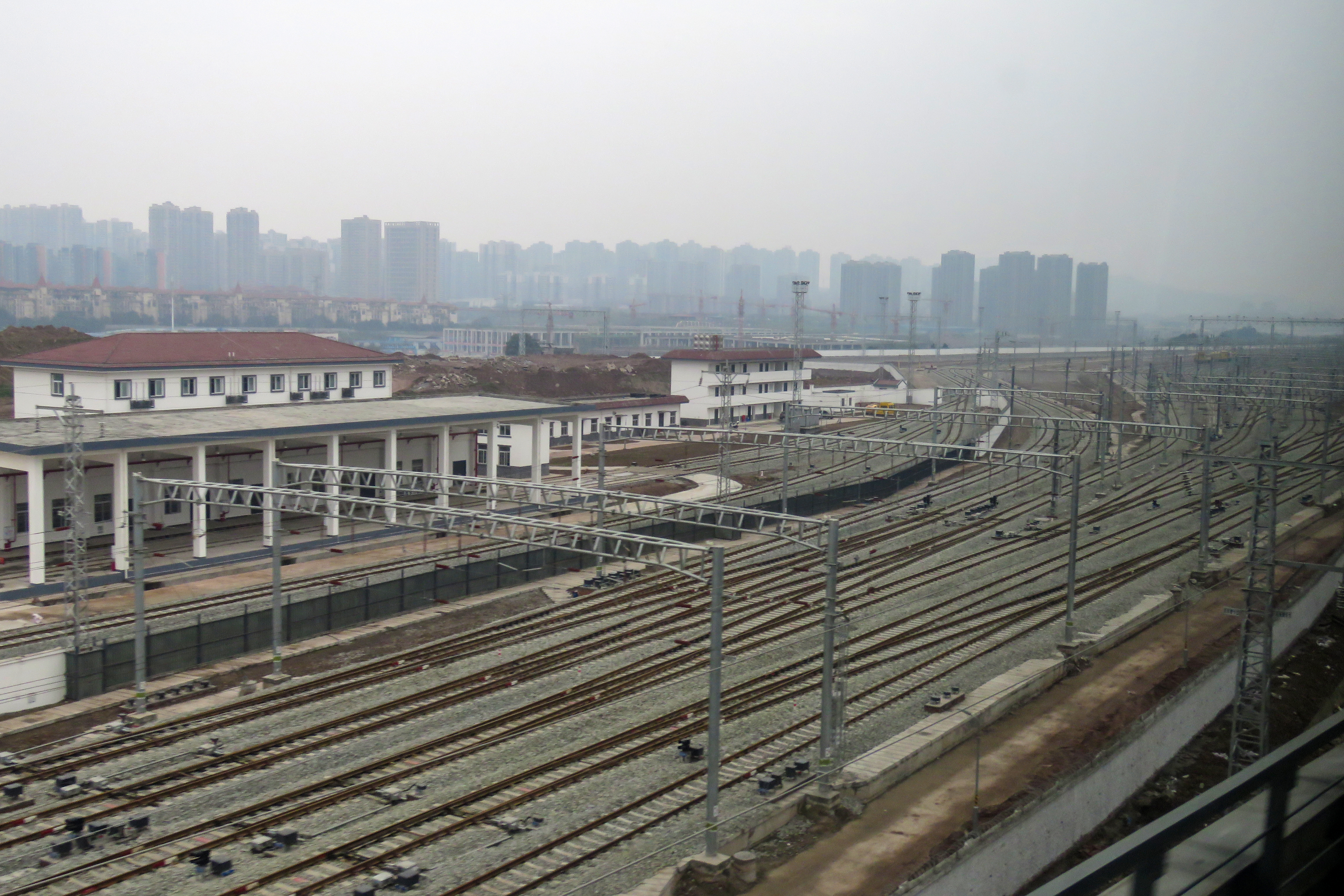
重庆西动车运用所

- 成都东动车运用所
- 重庆北动车运用所
- 重庆西动车运用所
- 贵阳北动车运用所
- 贵阳北第二动车运用所

### 工务段

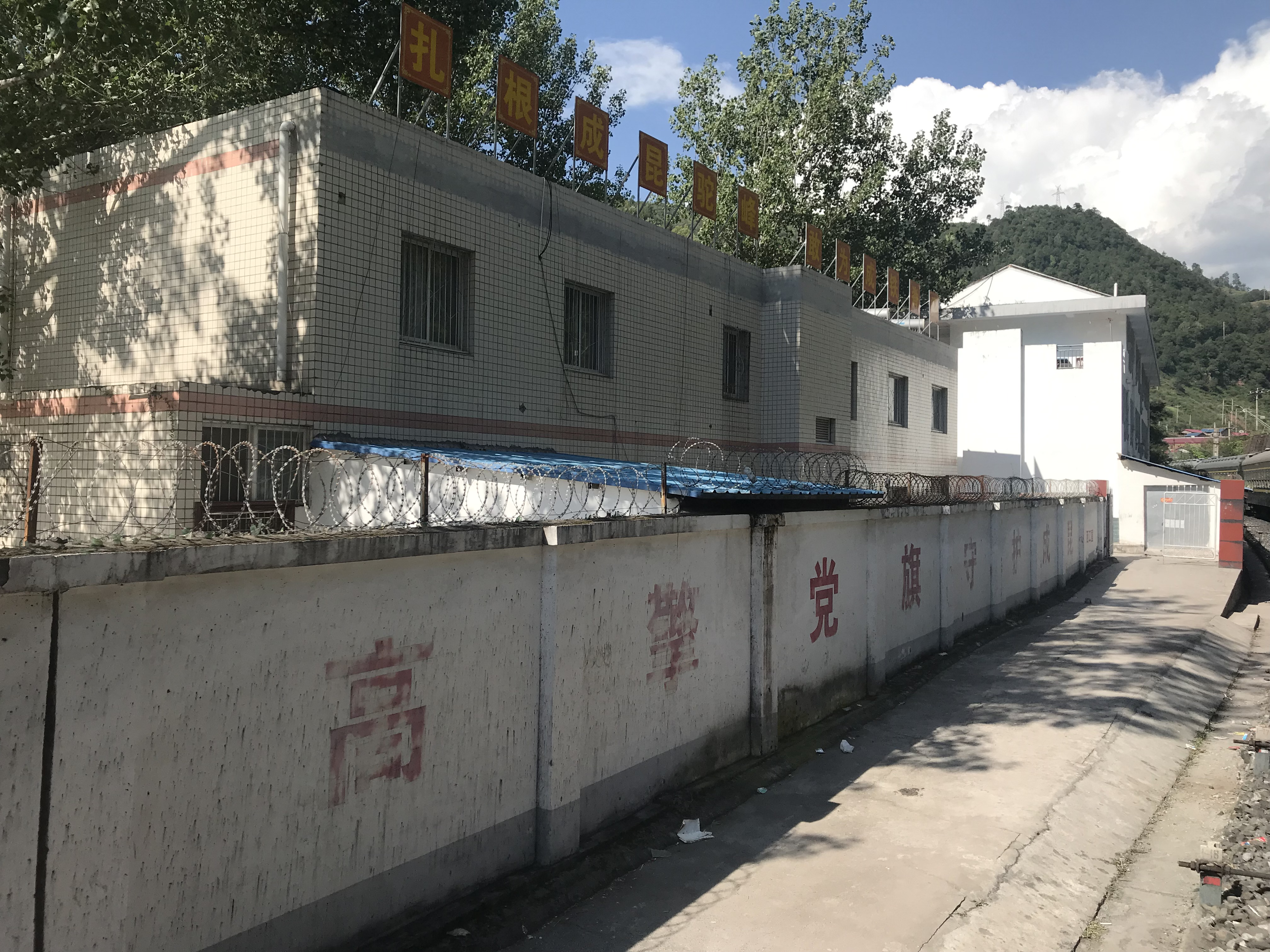
位于沙马拉达站的西昌工务段瓦祖工区

- 成都工务段
- 绵阳工务段
- 西昌工务段
- 遂宁工务段
- 重庆工务段
- 涪陵工务段
- 贵阳工务段
- 凯里工务段
- 六盘水工务段
- 达州工务段
- 内江工务段
- 成都工务机械检修段
- 成都高铁工务段
- 贵阳高铁工务段
- 成都工务大修段

### 电务段
- 成都电务段
- 重庆电务段
- 贵阳电务段

### 通信段
- 成都通信段

### 生活管理段
- 成都生活管理段

### 建筑段
- 成都建筑段
- 重庆建筑段
- 贵阳建筑段

### 工电段
- 重庆工电段：2018年1月5日，从涪陵工务段、达州工务段、遂宁工务段、重庆电务段、重庆供电段、达州供电段、成都通信段抽调成立。实行工务、电务、通信、供电专业一体化管理。工务管辖营业里程659.002公里、其中高铁营业里程528.4公里；电务信号专业管辖营业里程675.08公里、道岔12782组；通信专业管辖营业里程674.676公里；供电专业管辖营业里程为695.388公里。管辖线路涉及沪蓉铁路凉雾至重庆北段、郑襄高速万州北至重庆北段、襄渝线、渝怀线、渭井线、万凉线及重庆枢纽等部分区段线路。设生产调度室、电务技术科、劳动人事科等。
- 西昌工电段：2019年1月17日成立
- 六盘水工电段：2018年12月5日成立。实行工务、电务、供电专业一体化管理。管辖涉及内六线K408+900至六盘水、沪昆线K2079+400至昆明端局界、黄织线、湖雍线、毕织线、水大线等部分区段约653营业公里的工电供设备。
- 宜宾工电段：2018年10月29日成立

## 历任领导
成都铁路局
| 局长 - 胡景祥（1953年1月—1958年10月，重庆铁路局、成都铁路管理局局长） - 廖诗权（1958年10月—1967年2月） - 苑锦堂（1967年3月—6月，军管会主任） - 李士荣（1967年7月—10月，军管会主任） - 温先星（1967年10月—1970年6月，军管会主任） - 阳自碧（1970年6月—1973年6月，军管会主任） - 李士荣（1968年7月—1970年8月，革命委员会主任） - 阳自碧（1970年8月—1973年6月，革命委员会主任） - 金玉成（1977年4月—1978年1月，革命委员会主任） - 刘振东（1978年1月—5月，革命委员会主任；1978年5月—1979年6月，局长） - 杨国辉（1979年6月—1983年7月） - 罗云光（1983年7月—12月） - 马麟（1984年7月—1985年5月） - 王源峰（1985年5月—1986年5月，副局长主持全面行政工作；1986年5月—？，局长） - 滕玉和（？—2001年） - 齐文超（2001年8月—2008年5月） - 安路生（2008年5月16日—2009年3月） - 武勇（2009年3月—2014年8月） - 宋修德（2014年8月29日—2017年） 副局长 …… - 王源峰（1985年5月—1986年5月） - 付玉豹（？—？） - 郑喜奎（？—？） …… - 曾家良（？—？） - 王斌（？—2017年） - 张德明（？—？） - 杨大松（？—？） - 褚飞跃（？—？） - 王明慧（？—？） - 陈凌（？—？） - 兰开锋（？—？） - 魏保江（2007年4月28日—？） - 王同军（2007年4月30日—？） - 邓幼平（？—？） - 张建波（？—？） - 何明（？—？） - 周东伟（？—？） - 袁仲权（？—2017年） - 张国力（？—？） - 荆世明（？—2017年） - 黎宏（？—2017年） - 李力（？—？） - 徐涌（？—？） - 赵山（？—？） - 夏恩鹏（？—2017年） - 练发胜（？—2017年） - 冯德祥（？—2017年） - 王嵩（？—2017年） | 党委书记 - 赵锡纯（1953年1月—2月，重庆铁路局党委书记） - 张允（1953年2月—1956年5月，重庆铁路局党委书记；1956年5月—1957年11月，重庆铁路局、成都铁路管理局党委第一书记） - 陈遗（1957年11月—1960年11月，成都铁路管理局、成都铁路局党委书记） - 谷燕民（1960年11月—1961年10月） - 计琢成（1961年10月—1964年5月） - 廖诗权（1964年5月—1967年2月） - 李士荣（1967年7月—12月，军管会临时党委书记） - 温先星（1967年12月—1970年6月，军管会临时党委书记） - 阳自碧（1970年6月—1973年5月，军管会临时党委书记） - 廖诗权（1973年5月—1978年1月） - 宋文广（1978年1月—1981年2月） - 黄书存（1981年2月—1984年7月） - 孙广庆（1984年7月—12月，代理；1984年12月—1986年1月） - 刘德枢（？—1991年） - 王源峰（？—？，局长兼党委书记） - 王宝顺（？—？） - 姚保国（？—2010年） - 何元（2010年4月12日—2011年8月） - 王晓州（2011年—2017年5月） - 管亚林（2017年5月—2017年） 党委副书记 …… - 齐文超（2001年8月—2008年5月） - 吴家梁（？—2007年9月30日） - 严中地（？—2007年9月30日） - 张克敬（2007年9月30日—？） - 何元（2007年9月30日—？） - 安路生（2008年5月16日—2009年3月） - 武勇（2009年3月—2014年8月） - 宋修德（2014年8月29日—2017年） - 柳树国（？—2017年） - 王新文（？—2017年） |

中国铁路成都局集团有限公司
| 董事长 - 宋修德（2017年—2019年） - 周荣（2020年—） | 总经理 - 曾宪海（2017年—） | 党委书记 |